# Temozón Sur
Temozón Sur es una pequeña población del estado mexicano de Yucatán, localizada en el municipio de Abalá, a 35 kilómetros al sur de la capital del estado, la ciudad de Mérida.
El acceso a Temozón Sur se lleva a cabo por la Carretera Federal 261 que lo comunica con Umán y Mérida al norte y con Uxmal, también se comunica con el estado de Campeche hacia el sur, y por varias carreteras estatales, es un conocido destino turístico, principalmente por ser el lugar en que se encuentra la Hacienda Temozón Sur, una antigua hacienda de la época colonia española, que ha sido remodelada y acondicionada como un exclusivo hotel.
En la Hacienda de Temozón Sur se han llevado a cabo dos cumbres presidenciales entre Presidentes de México y Estados Unidos, en 1999 entre Ernesto Zedillo y Bill Clinton y el 11 y 12 de marzo de 2007 entre Felipe Calderón Hinojosa y George Walker Bush.

## Toponimia
La localidad fue llamada Temozón desde 1900 hasta 1980, año en que se cambió el nombre por Temozón Sur, el nombre de Temozón fue adoptado nuevamente en el 2000 y sigue vigente hasta la fecha. Temozón significa en idioma maya "lugar del remolino". Sur es para diferenciarlo de otras localidades homónimas

## Demografía
Según el censo de 2005 realizado por el INEGI, la población de la localidad era de 716 habitantes, de los cuales 373 eran hombres y 343 mujeres.
| 640                         | 286 | 402 | 418 | 330 | 227 | 397 | 437 | 517 | 537 | 595 | 634 | 716 |
| (Fuente: INEGI [Consultar]) |     |     |     |     |     |     |     |     |     |     |     |     |

## Galería

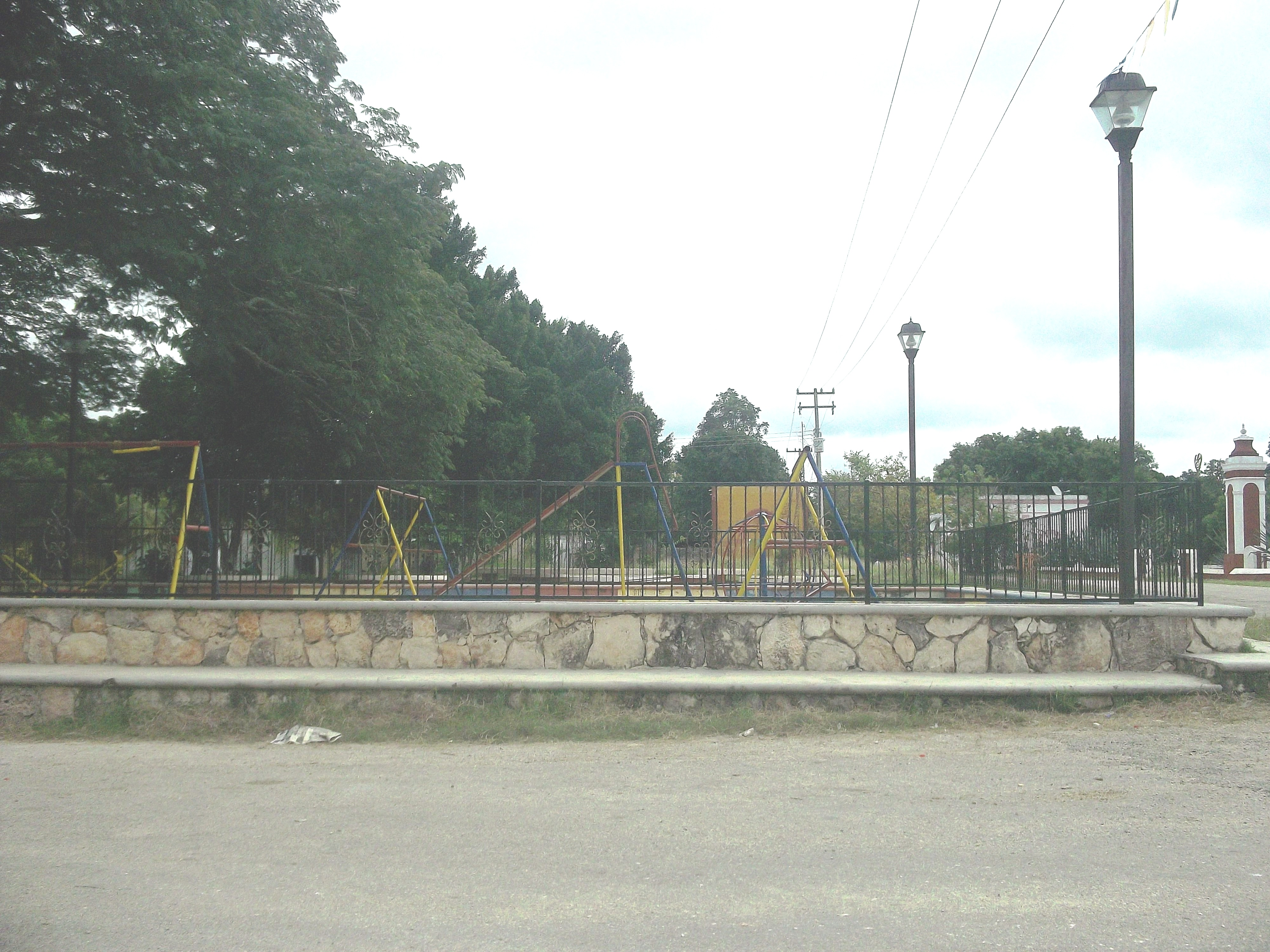
Parque principal.
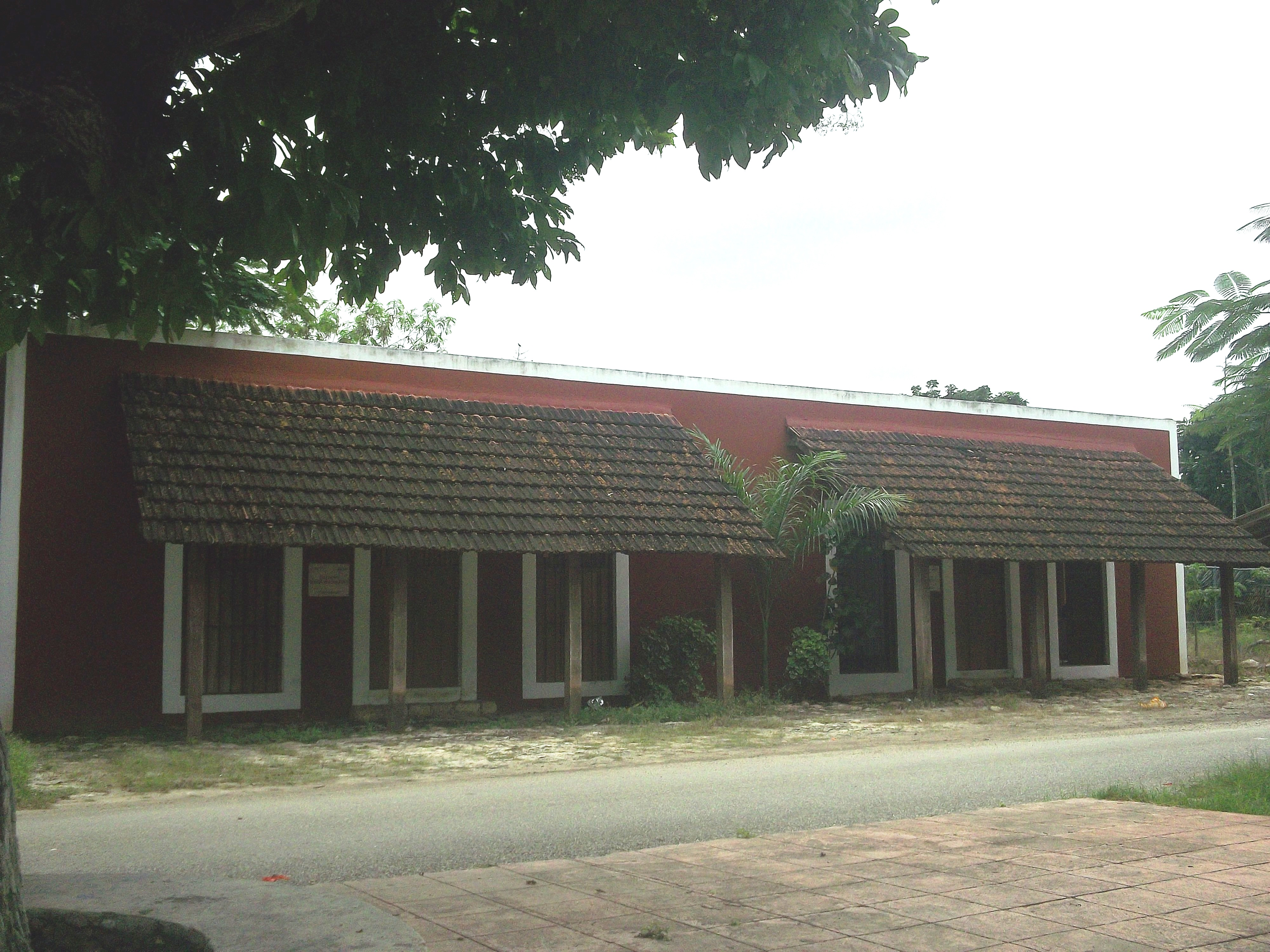
Hacienda.
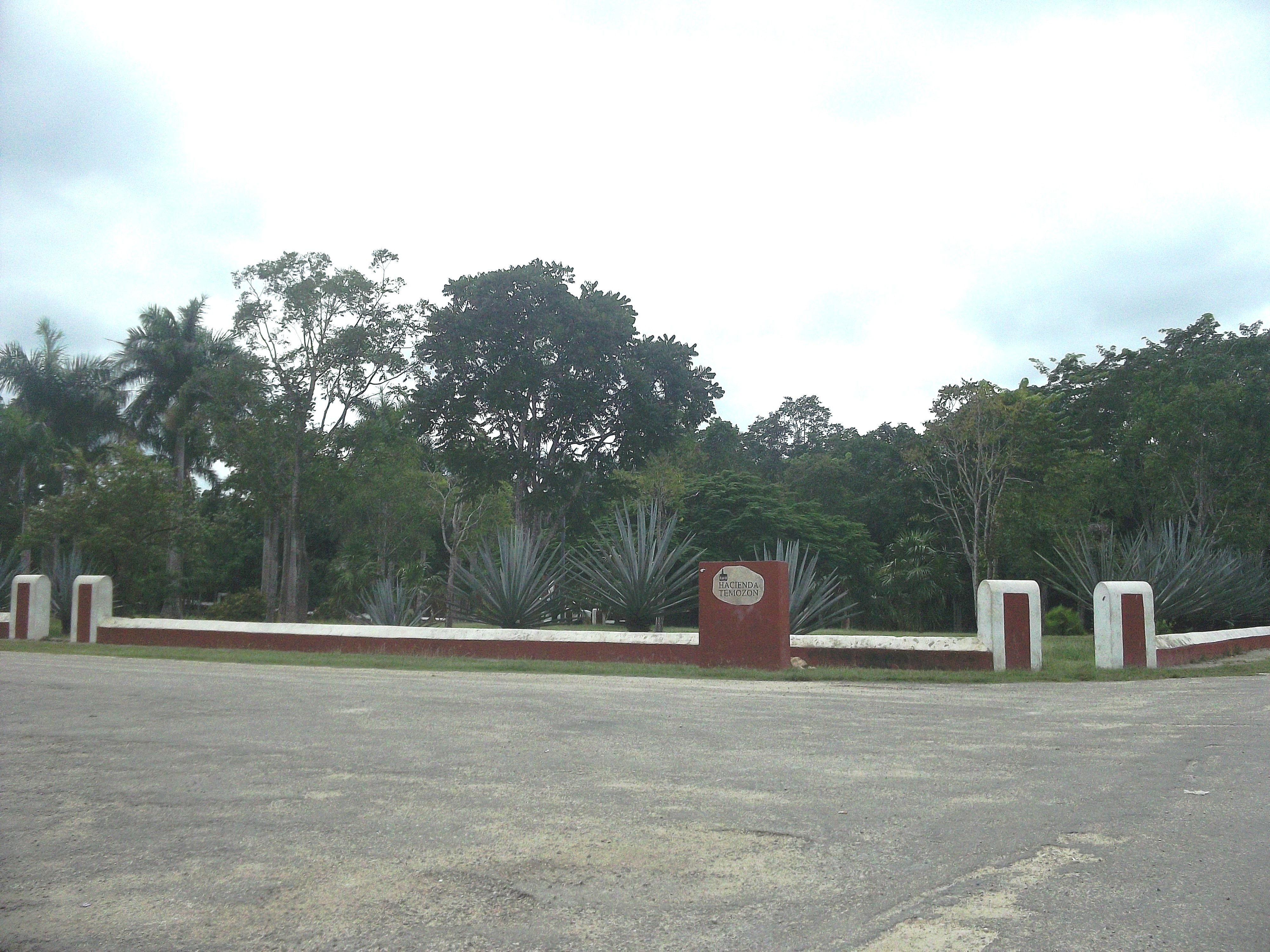
Hacienda.
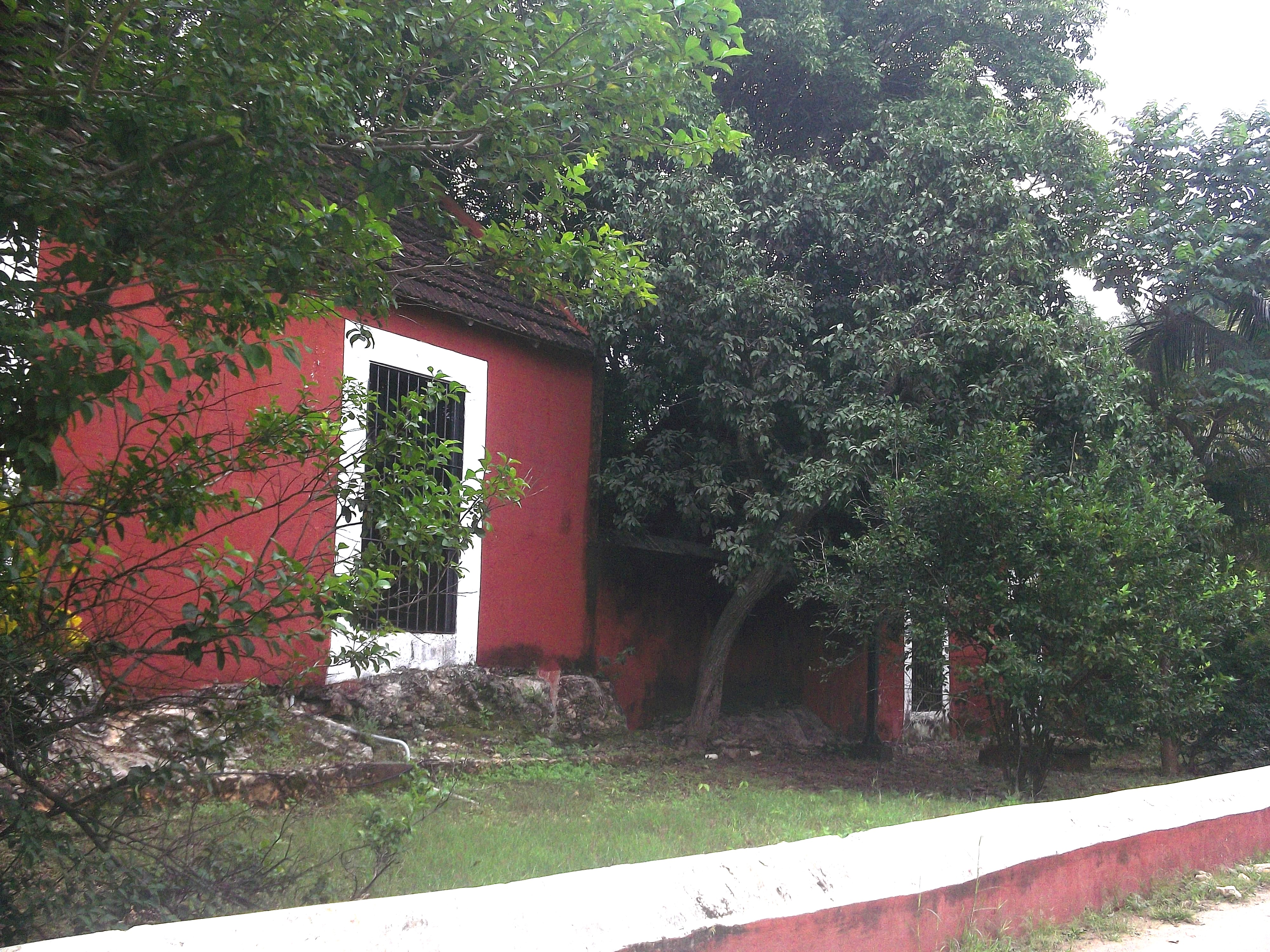
Hacienda.
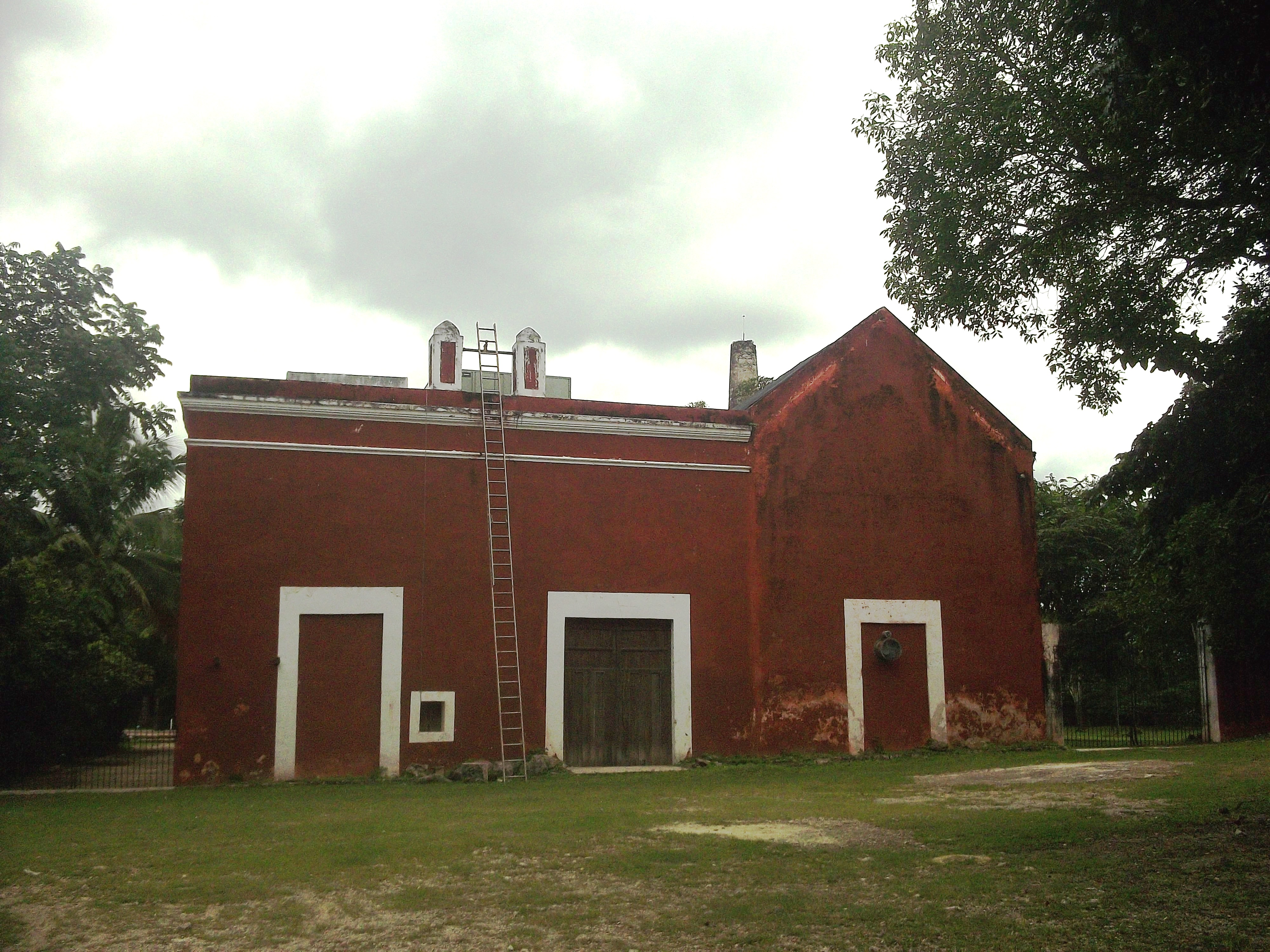
Hacienda.
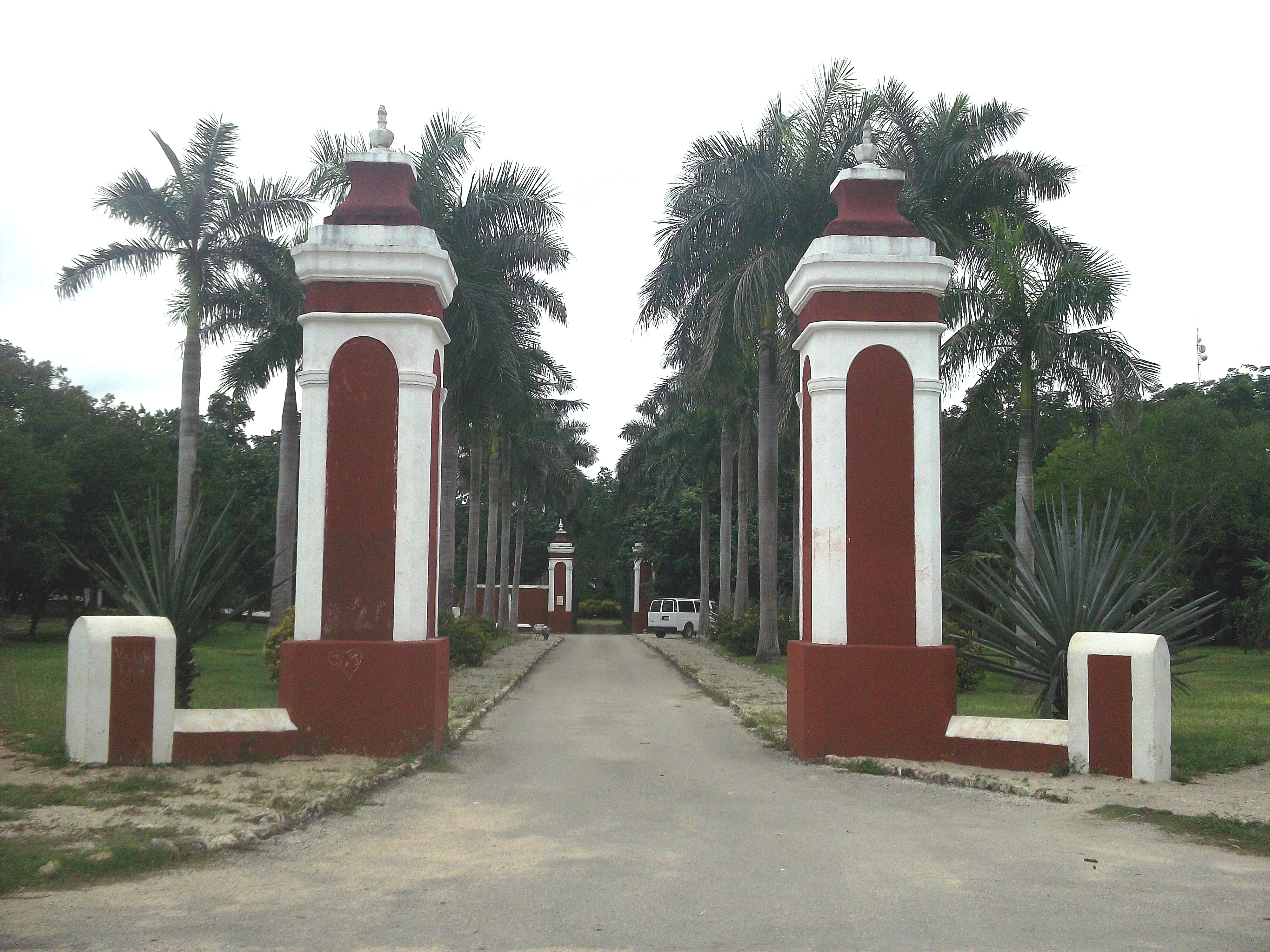
Hacienda.
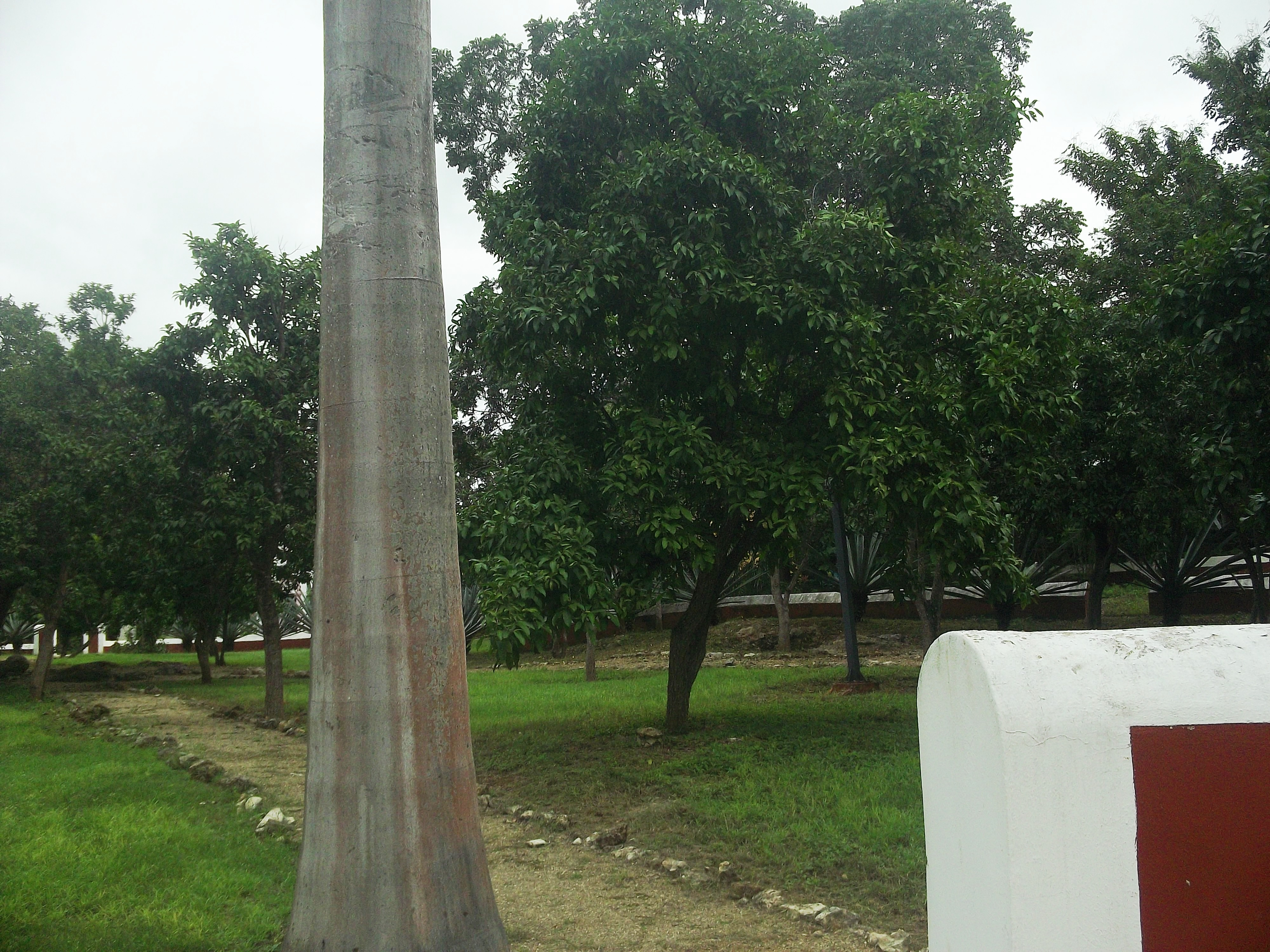
Hacienda.
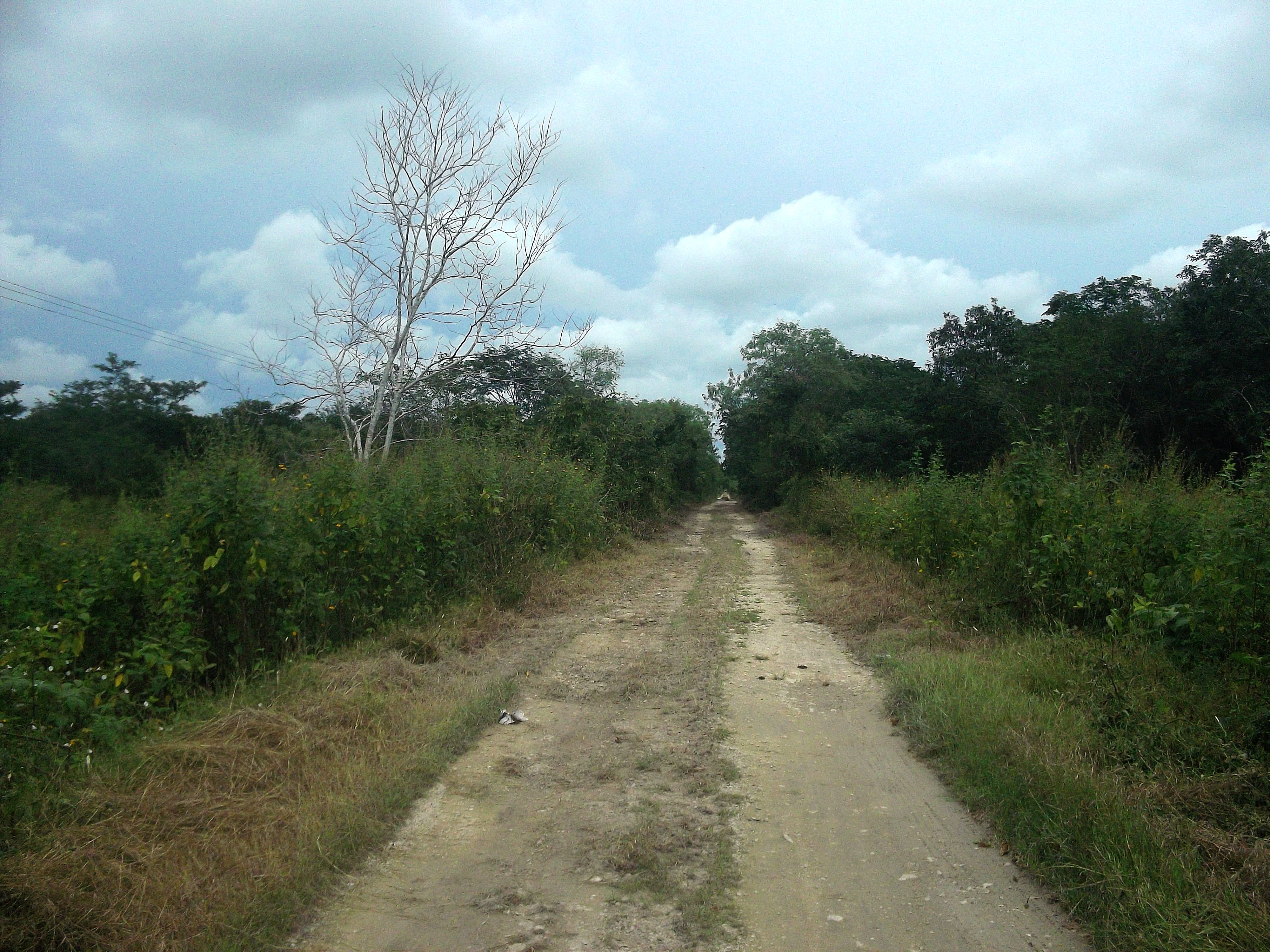
Antigua vía de tren a Yaxnic.
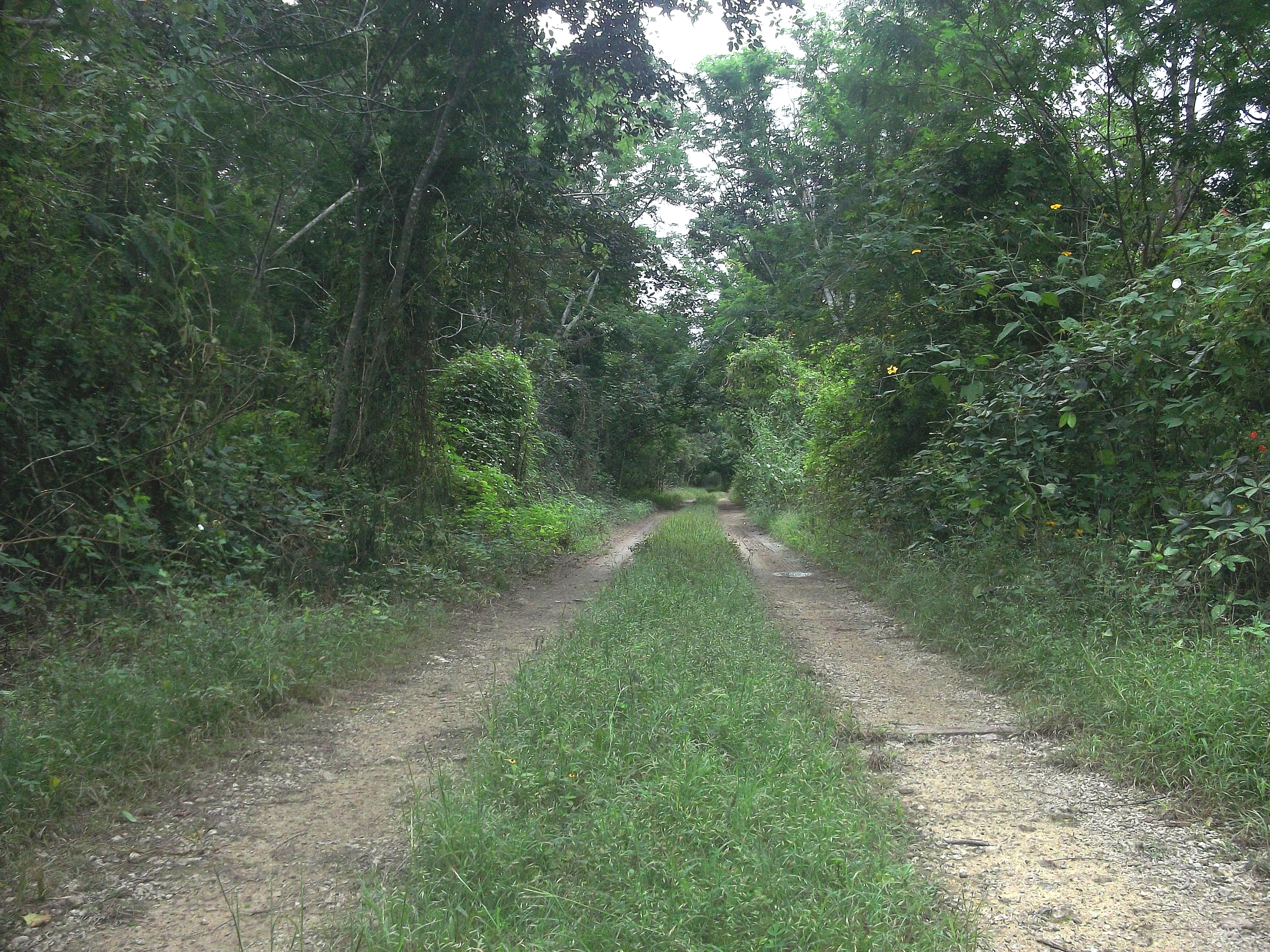
Antigua vía de tren a Muna.